# Francine Faure
Pour les articles homonymes, voir Faure.
Francine Faure, née le 6 décembre 1914 à Oran en Algérie française, morte le 24 décembre 1979 à Louveciennes, est une enseignante en mathématiques et pianiste française spécialiste de Jean-Sébastien Bach, seconde épouse d'Albert Camus (1913-1960) dont elle a dirigé des éditions posthumes.

## Biographie
Francine Faure est originaire d'une famille française de la classe moyenne d'Oran,,. Elle est pianiste classique, et enseigne aussi les mathématiques,.
Son grand-père paternel, Jean Faure, est entrepreneur de travaux publics. Il a construit une partie du port d'Oran. Sa grand-mère maternelle, Clara Touboul, est d'origine juive berbère,.
Son père, Fernand Faure, né en 1882 à Àguilas (Espagne, région de Murcie), épouse en 1907 à El Amria (qui porte alors le nom colonial de Lourmel) Marie Albert, née en 1888 à Aïn Témouchent. Mobilisé durant la Grande Guerre comme lieutenant au sein du 2e régiment de zouaves, il est « tué à l'ennemi »  le 17 septembre 1914 à Crouy (Aisne). Ses deux filles sont pupilles de la Nation.
Elle rencontre Camus à Alger, en 1937, et l'épouse à Lyon, le 3 décembre 1940,. Ils repartent ensemble à Oran en janvier 1941 où Francine trouve un emploi d'enseignante suppléant.
Le couple a des jumeaux, Catherine et Jean Camus, à Paris, en 1945 après la libération de la ville, où Francine a déménagé après la séparation de deux ans d'Albert participant à la résistance française à l'époque.
Francine souffrant de dépression est hospitalisée. De l'insuline et une thérapie par électrochocs sont à diverses reprises prescrites,. Sa dépression a été mise en partie sur le compte des infidélités conjugales de son mari.
Camus se tue en janvier 1960 dans un accident de voiture. Francine constitue autour d'elle un comité de quelques personnes chargé de mettre au point la publication d'œuvres posthumes de l'écrivain. Ce comité est formé de Jean-Claude Brisville, Roger Quillot, Paul Viallaneix et Roger Grenier.
Elle meurt à son tour le 24 décembre 1979. Elle et Camus sont enterrés ensemble au cimetière de Lourmarin.

### Famille
Elle est la sœur de Christiane Faure (1908-1998).

### Citation
« Je sais seulement qu'elle [Francine Faure] l'a toujours aimé. Et lui [Albert Camus], je pense, aussi. Il y a eu d'autres femmes, et d'autres amours. Mais il ne l'a jamais laissée. »
« Elle, elle m'a dit qu'ils s'étaient toujours aimés, et que cela n'avait jamais été médiocre. »

— Catherine Camus, L'Obs, 20 novembre 2009,